# Campeonato de Fútbol del Guayas 1952
El Campeonato de Fútbol del Guayas 1952, más conocido como la Copa de Guayaquil 1952, fue la 2.ª edición de los campeonatos profesionales del Guayas, dicho torneo fue organizado por la Asociación del Fútbol del Guayas (ASOGUAYAS), además en este torneo no estuvo el campeón de la edición anterior el Río Guayas que no pudo participar por motivos económicos, mientras que la escuadra de Reed Club que había decidido no participar, también se decidió que el torneo de 1953 se jugara con 9 equipos con la inclusión del campeón de la Serie B. El cuadro de Chacarita.
El Norte América obtendría su primer título en el profesionalismo y el Patria obtendría su segundo subcampeonato en seguidilla, originalmente se tendría pensado que el Emelec descienda tras caer en la última fecha ante Barcelona SC, el cuadro eléctrico tendría que jugar la serie B de la Copa de Guayaquil para el año 1953, sin embargo la AsoGuayas decidió mantenerlo, en la serie A, y al final de cuentas se decidió que en esa temporada tampoco habría descenso.

## Formato del torneo
El campeonato de Guayaquil de 1952 se jugó de la siguiente manera:
Primera Etapa (Etapa única)
Se jugara a una sola etapa en partidos de ida y vuelta el equipo que consiga la mayor cantidad de puntos será el campeón de la edición de 1952.

## Sedes
| Guayaquil              |
| ---------------------- |
| Estadio George Capwell |
| Capacidad: 11 000      |
|                        |

## Equipos participantes
Estos fueron los 8 equipos que participaron en la Copa de Guayaquil de 1952.
| Equipos participantes | Equipos participantes | Equipos participantes | Equipos participantes |
| --------------------- | --------------------- | --------------------- | --------------------- |
| Barcelona             | Everest               | Panamá S.C.           | U.D. Valdez           |
| Emelec                | Norte América         | Patria                | 9 de Octubre          |

## Única Etapa

### Partidos y resultados
| Fecha 1      | Fecha 1   | Fecha 1          |
| Equipo Local | Resultado | Equipo Visitante |
| ------------ | --------- | ---------------- |
| Barcelona    | 3-2       | Panamá           |
| Norteamérica | 3-0       | Patria           |
| Emelec       | 2-1       | 9 de Octubre     |
| UD.Valdez    | 0-4       | Everest          |

| Fecha 2      | Fecha 2   | Fecha 2          |
| Equipo Local | Resultado | Equipo Visitante |
| ------------ | --------- | ---------------- |
| 9 de Octubre | 3-3       | Barcelona        |
| UD.Valdez    | 3-2       | Emelec           |
| Panamá       | 0-3       | Norteamérica     |
| Patria       | 4-2       | Everest          |

| Fecha 3      | Fecha 3   | Fecha 3          |
| Equipo Local | Resultado | Equipo Visitante |
| ------------ | --------- | ---------------- |
| Everest      | 3-2       | Barcelona        |
| Panamá       | 2-0       | Emelec           |
| Norteamérica | 3-2       | 9 de Octubre     |
| UD.Valdez    | 2-3       | Patria           |

| Fecha 4      | Fecha 4   | Fecha 4          |
| Equipo Local | Resultado | Equipo Visitante |
| ------------ | --------- | ---------------- |
| UD.Valdez    | 2-1       | Barcelona        |
| Norteamérica | 5-4       | Emelec           |
| Patria       | 3-2       | Panamá           |
| 9 de Octubre | 1-2       | Everest          |

| Fecha 5      | Fecha 5   | Fecha 5          |
| Equipo Local | Resultado | Equipo Visitante |
| ------------ | --------- | ---------------- |
| Barcelona    | 0-0       | Norteamérica     |
| Emelec       | 4-3       | Patria           |
| UD.Valdez    | 2-1       | 9 de Octubre     |
| Everest      | 4-1       | Panamá           |

| Fecha 6      | Fecha 6   | Fecha 6          |
| Equipo Local | Resultado | Equipo Visitante |
| ------------ | --------- | ---------------- |
| Patria       | 1-2       | Barcelona        |
| Everest      | 3-0       | Emelec           |
| 9 de Octubre | 2-1       | Panamá           |
| Norteamérica | 1-1       | UD.Valdez        |

| Fecha 7      | Fecha 7   | Fecha 7          |
| Equipo Local | Resultado | Equipo Visitante |
| ------------ | --------- | ---------------- |
| Barcelona    | 3-1       | Emelec           |
| Everest      | 2-1       | Norteamérica     |
| Patria       | 5-0       | 9 de Octubre     |
| Panamá       | 1-3       | UD.Valdez        |

| Fecha 8      | Fecha 8   | Fecha 8          |
| Equipo Local | Resultado | Equipo Visitante |
| ------------ | --------- | ---------------- |
| Everest      | 1-0       | UD.Valdez        |
| Panamá       | 4-4       | Barcelona        |
| 9 de Octubre | 3-3       | Emelec           |
| Patria       | 1-1       | Norteamérica     |

| Fecha 9      | Fecha 9   | Fecha 9          |
| Equipo Local | Resultado | Equipo Visitante |
| ------------ | --------- | ---------------- |
| Barcelona    | 2-1       | Patria           |
| Emelec       | 0-2       | Everest          |
| Panamá       | 1-1       | 9 de Octubre     |
| UD.Valdez    | 3-4       | Norteamérica     |

| Fecha 10     | Fecha 10  | Fecha 10         |
| Equipo Local | Resultado | Equipo Visitante |
| ------------ | --------- | ---------------- |
| Barcelona    | 3-2       | Everest          |
| Emelec       | 2-1       | Panamá           |
| 9 de Octubre | 2-3       | Norteamérica     |
| Patria       | 4-2       | UD.Valdez        |

| Fecha 11     | Fecha 11  | Fecha 11         |
| Equipo Local | Resultado | Equipo Visitante |
| ------------ | --------- | ---------------- |
| Barcelona    | 1-1       | UD.Valdez        |
| Emelec       | 1-3       | Norteamérica     |
| Panamá       | 1-3       | Patria           |
| Everest      | 2-2       | 9 de Octubre     |

| Fecha 12     | Fecha 12  | Fecha 12         |
| Equipo Local | Resultado | Equipo Visitante |
| ------------ | --------- | ---------------- |
| Norteamérica | 2-1       | Barcelona        |
| Patria       | 5-2       | Emelec           |
| 9 de Octubre | 2-1       | UD.Valdez        |
| Panamá       | 2-1       | Everest          |

| Fecha 13     | Fecha 13  | Fecha 13         |
| Equipo Local | Resultado | Equipo Visitante |
| ------------ | --------- | ---------------- |
| Barcelona    | 0-0       | 9 de Octubre     |
| Emelec       | 1-3       | UD.Valdez        |
| Norteamérica | 4-1       | Panamá           |
| Everest      | 2-3       | Patria           |

| Fecha 14     | Fecha 14  | Fecha 14         |
| Equipo Local | Resultado | Equipo Visitante |
| ------------ | --------- | ---------------- |
| Emelec       | 0-2       | Barcelona        |
| Norteamérica | 3-3       | Everest          |
| 9 de Octubre | 3-3       | Patria           |
| UD.Valdez    | 3-4       | Panamá           |

#### Tabla de posiciones
|  |  |    | Equipo        | PJ | PG | PE | PP | GF | GC | DG  | PTS |
|  |  | -- | ------------- | -- | -- | -- | -- | -- | -- | --- | --- |
|  |  | 1. | Norte América | 14 | 9  | 2  | 3  | 36 | 21 | +15 | 19  |
|  |  | 2. | Patria        | 14 | 8  | 2  | 4  | 39 | 28 | +5  | 18  |
|  |  | 3. | Everest       | 14 | 8  | 1  | 5  | 33 | 22 | +11 | 17  |
|  |  | 4. | Barcelona     | 14 | 6  | 5  | 3  | 26 | 22 | +4  | 17  |
|  |  | 5. | 9 de Octubre  | 14 | 5  | 2  | 7  | 23 | 27 | -4  | 12  |
|  |  | 6. | U.D. Valdez   | 14 | 5  | 2  | 7  | 25 | 30 | -5  | 12  |
|  |  | 7. | Panamá S.C.   | 14 | 3  | 2  | 9  | 23 | 36 | -13 | 8   |
|  |  | 8. | Emelec        | 14 | 3  | 1  | 10 | 22 | 38 | -16 | 7   |

Pts = Puntos; PJ = Partidos jugados; G = Partidos ganados; E = Partidos empatados; P = Partidos perdidos; GF = Goles a favor; GC = Goles en contra; Dif = Diferencia de gol
|  | Campeón    |
|  | Subcampeón |

### Campeón
|                           |
| Norte América 1.er Título |

| Predecesor: 1951 | Copa de Guayaquil II Edición | Sucesor: 1953 |

- Datos: Q22082666